# Gabriel Leyes
Gabriel Leyes, vollständiger Name Hober Gabriel Leyes Viera (* 29. Mai 1990 in Paysandú) ist ein uruguayischer Fußballspieler.

## Karriere

### Verein
Leyes begann bereits im Alter von vier Jahren in seiner Heimatstadt Paysandú mit dem Fußballspielen im sogenannten "baby fútbol". Im Alter von zwölf Jahren schloss er sich Independencia an und wechselte anschließend zu Litoral. Mit dem Umstieg auf das Großfeld kehrte er zunächst dem Fußball den Rücken. Allerdings begann er 14-jährig erneut in Reihen des Vereins Juventud Unida. 2006 wechselte er zur U16 von Liverpool Montevideo. Im Jahr 2007 durfte er an der Saisonvorbereitung der Herrenmannschaft teilnehmen, konnte den Trainer aber nicht überzeugen und kehrte zu Juventud Unida zurück.
Leyes stand mindestens ab der Clausura 2011 im Erstligakader River Plate Montevideos. Dort war er unter dem seinerzeitigen Trainer Eduardo Del Capellán verpflichtet und mit einem Vertrag für vier Jahre ausgestattet worden. Von seinem Debüt am 13. Februar 2011 gegen die Rampla Juniors, als er in der 74. Spielminute eingewechselt wurde, kam er bis zum Ende jener Halbserie zu drei Einsätzen in der Primera División. Bei dem Verein aus dem montevideanischen Barrio Prado spielte er bis zur Clausura 2013. Insgesamt sind für ihn in diesem Zeitraum 13 Treffer verzeichnet, die er je nach Quellenlage in 44 oder 45 Ligaspielen erzielte. Zur Spielzeit 2013/14 wechselte er zum amtierenden uruguayischen Meister Club Atlético Peñarol. Er unterzeichnete einen Vierjahresvertrag. In seiner ersten Saison bei den "Aurinegros" wurde er siebenmal in der Primera División und einmal in der Copa Libertadores eingesetzt. Ein Tor schoss er nicht. In der Saison 2014/15 wurde er neunmal (zwei Tore) in der höchsten uruguayischen Spielklasse eingesetzt. In der Apertura 2015 absolvierte er zwei Ligaspiele (kein Tor). Anfang Februar 2016 wurde er an den Ligakonkurrenten Juventud verliehen. Beim Klub aus Las Piedras bestritt er in der Clausura 2016 zehn Erstligaspiele (zwei Tore). Anfang August 2016 folgte eine weitere Ausleihe. Aufnehmender Verein war dieses Mal Plaza Colonia. Dort kam er in elf Erstligaspielen (fünf Tore) und einer Begegnung (kein Tor) der Copa Sudamericana 2016 zum Einsatz. Anfang 2017 kehrte er zunächst zu Peñarol zurück, wurde aber bereits in den ersten Februartagen des Jahres an Liverpool Montevideo weiter verliehen, für den er bis Anfang Juli 2017 zehn Erstligaspiele (ein Tor) absolvierte, um anschließend zur Clausura wieder den Reihen der "Aurinegros" anzugehören.

### Nationalmannschaft
Leyes gehörte im Vorfeld der Olympischen Sommerspiele 2012 zum von Nationaltrainer Óscar Tabárez aufgestellten erweiterten Kader der U-23. Letztlich wurde er allerdings nicht nominiert.